# Ворота «Любезным моим сослуживцам»

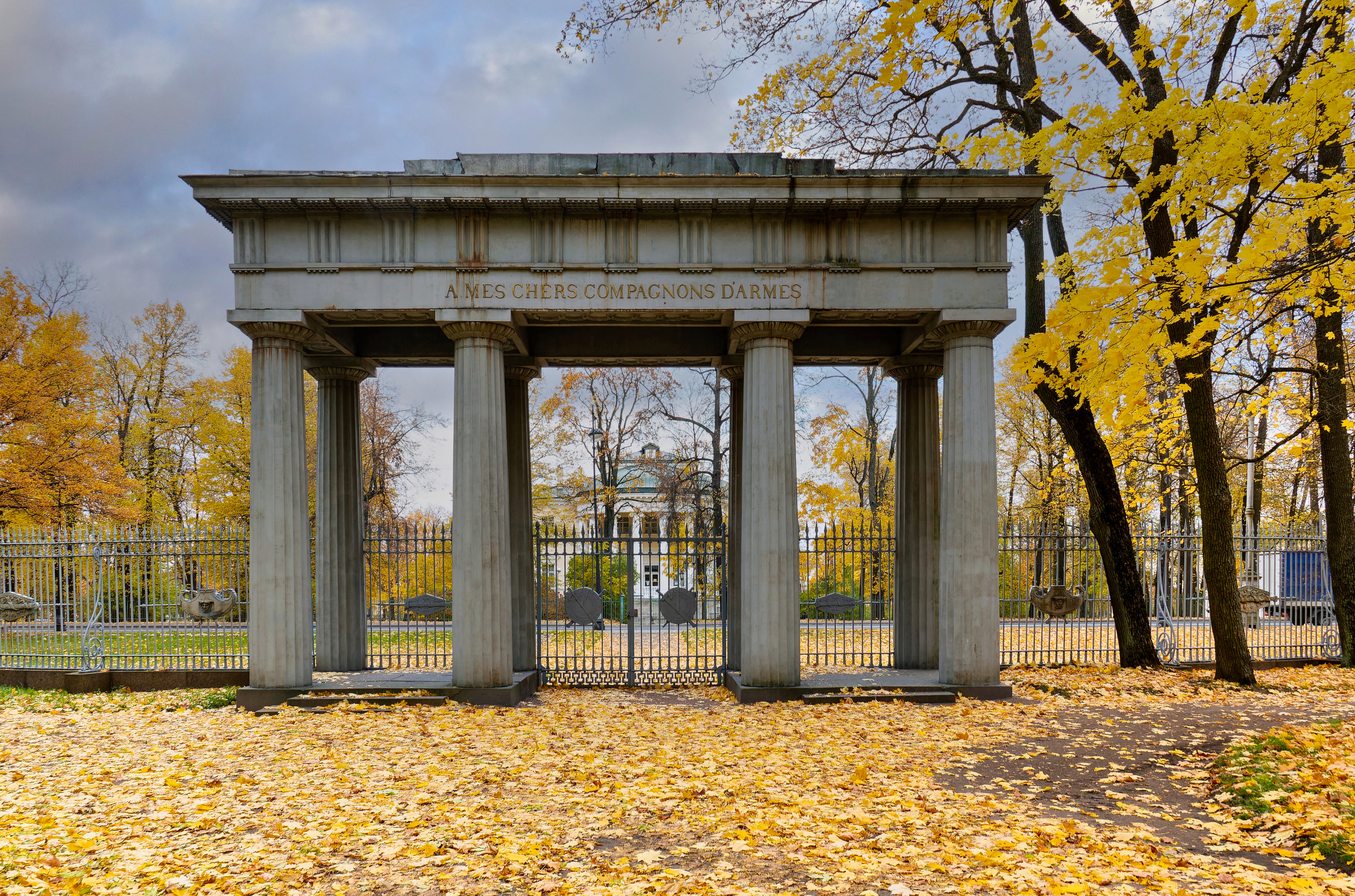
Надпись со стороны парка

Ворота «Любезным моим сослуживцам» — памятник архитектуры. Расположен в Пушкине на Садовой улице, при входе в пейзажную часть Екатерининского парка со стороны Павловска. Ворота были сооружены в честь событий Отечественной войны 1812—1815 годов. Изначально были поставлены на Парковой улице напротив Адмиралтейства (в качестве вариантов предлагалась установка у Большого каприза или у Зверинца), перенесены в октябре 1821 года силами двадцати рабочих.
Ворота стоят на небольшой полукруглой площадке, огороженной высокой чугунной решёткой. Проект ворот В. П. Стасова был утверждён 9 мая 1817 года (всего на выбор проектов было три — из гранита, пудостского камня и из чугуна), решётка изначально была его же авторства, но после переноса ворот на новое место проект звеньев ограды, орнаментальных деталей и створов ворот выполнил А. А. Менелас. Изначальную модель решётки исполнил Карл Шейбе (Штейбе). Ворота были собраны и установлены к 17 августа 1817 года (за неделю до пятилетия Бородинской битвы). Сборка осуществлялась под руководством Диммерта и А. Маликова.
Ворота — свободно стоящий портик с восемью каннелированными колоннами дорического ордера без баз, каждая колонна имеет 6 метров в высоту. Попарно стоящие колонны держат антаблемент с триглифами. На антаблементе расположена надпись, которую выбрал утвердивший проект Александр I («Любезным моим сослуживцам»/фр. A mes chers compagnons d’armes); надпись на проекте сделана его рукой карандашом на русском и на французском, он сомневался, стоит ли писать «сослуживцам» или «сподвижникам». 52 бронзовые вызолоченные литеры были сделаны под руководством мастера Стратерна в мае-июле 1817 года. Длина ворот — 30 метров, высота — 9 метров.
Чугунные детали были сделаны на Санкт-Петербургском казенном литейном заводе (фриз, карнизы, архитрав, триглифы, капли, капители, литеры и другие детали) и на петрозаводском Александровском заводе (колонны) более чем за 20 000 рублей, для них были сделаны специальных размеров опоки и разработана особая технология. Общий вес колонн — 33,6 тонны, ворота целиком весят 100,6 тонны. Разделение заказа на разные заводы было сделано М. Кларком для сокращения сроков отливки. Из Петрозаводска колонны доставляли по воде до Санкт-Петербурга. Фундамент сделали из бутовой плиты с гранитным ростверком на сваях. Завод потратил на отливку и установку 54 000 рублей и получил из казны только 10 000, после ряда обращений в Дворцовое управление была «объявлена воля государя об отказе уплатить».
На однообразный узор решётки, составленный из копий, наброшены виньетки. Согласно В. Курбатову, лучшая из них — в виде щита амазонки (полукруглая с орлиными головами на завершениях и головой Медузы), второй тип — ромбоидальный щит — скучноват, а в виньетках, состоящих из овального щита, лука и колчана, нет органичности построения.

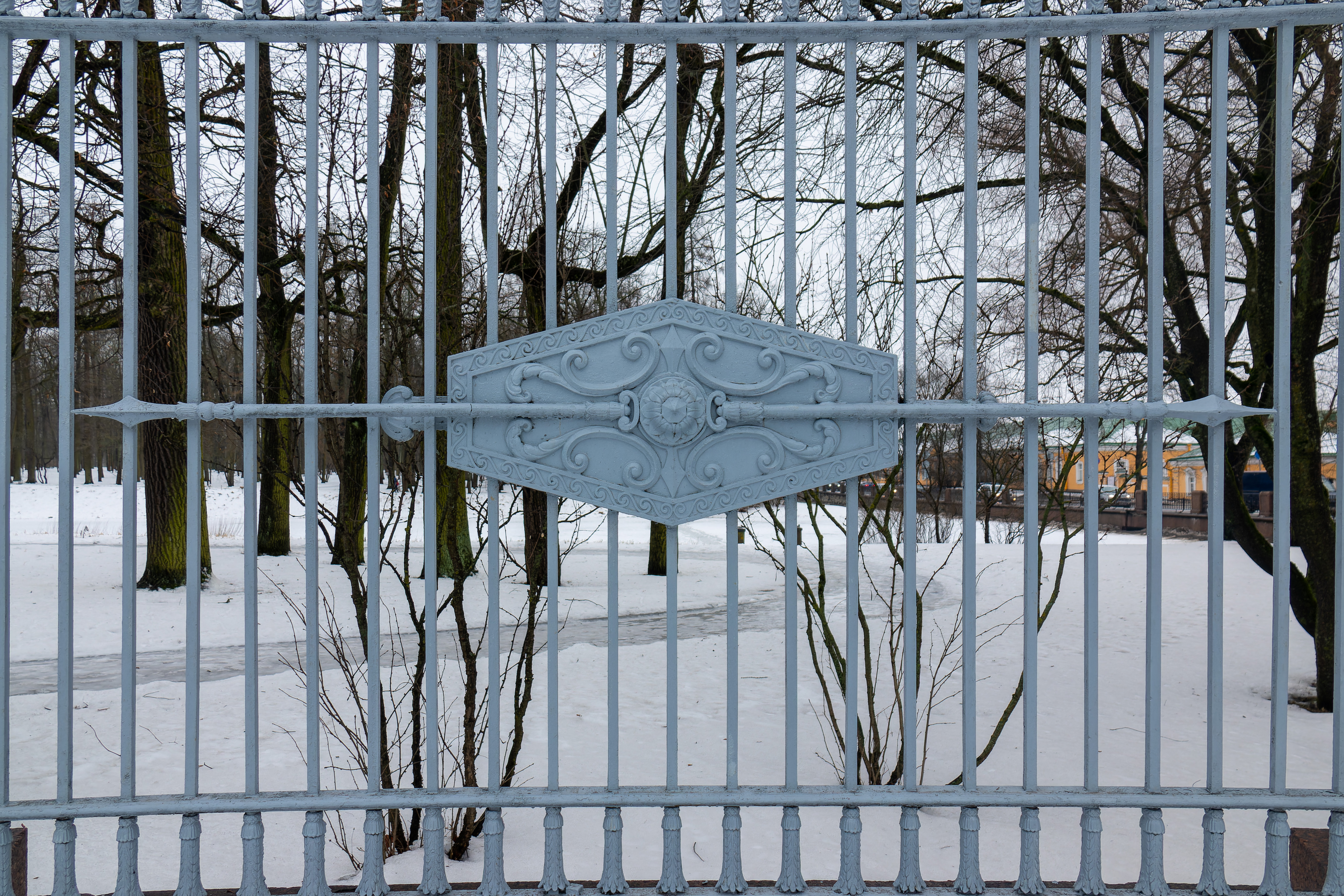
Ромбоидальный щит (с цветком)
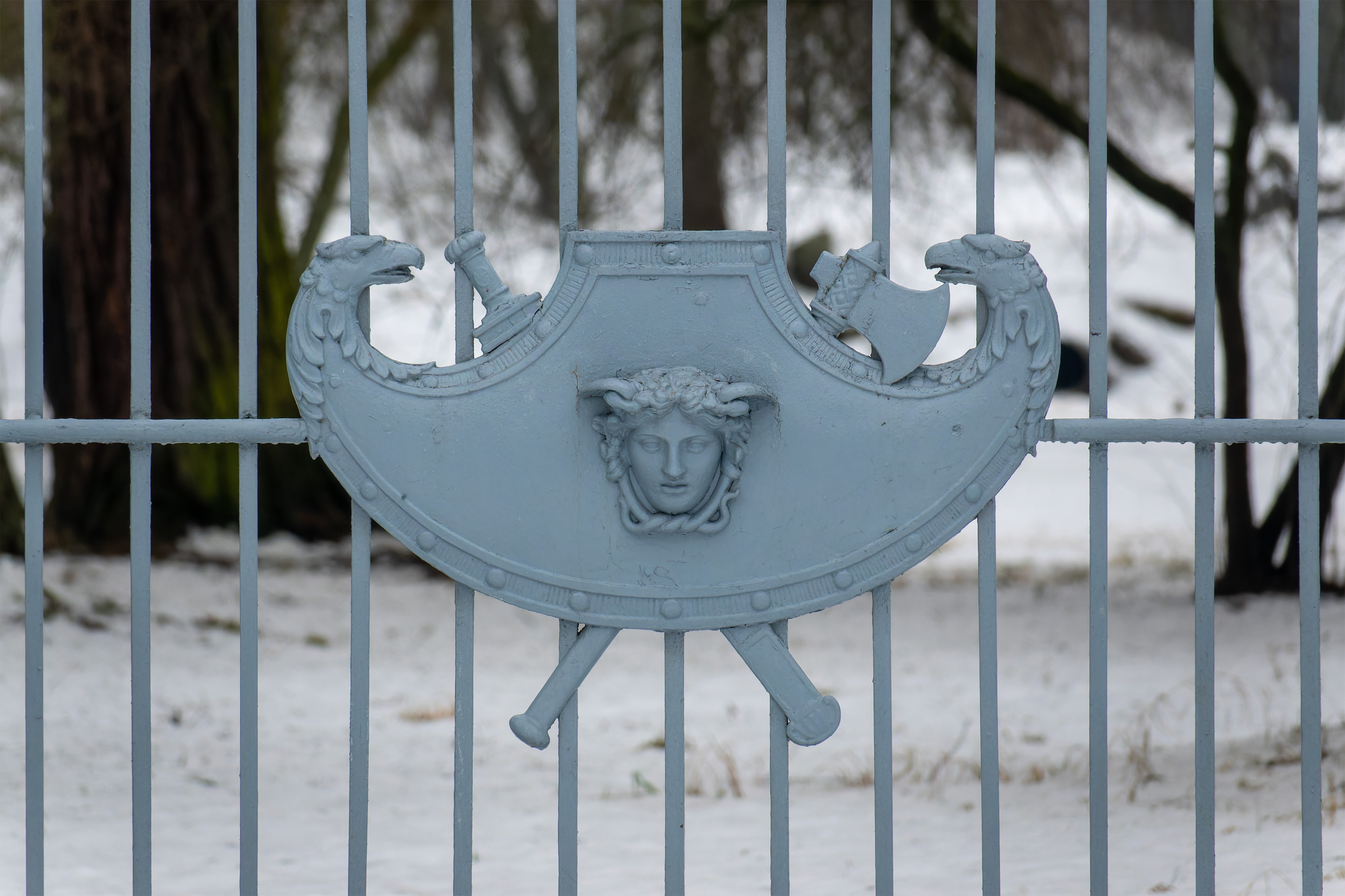
Щит амазонки
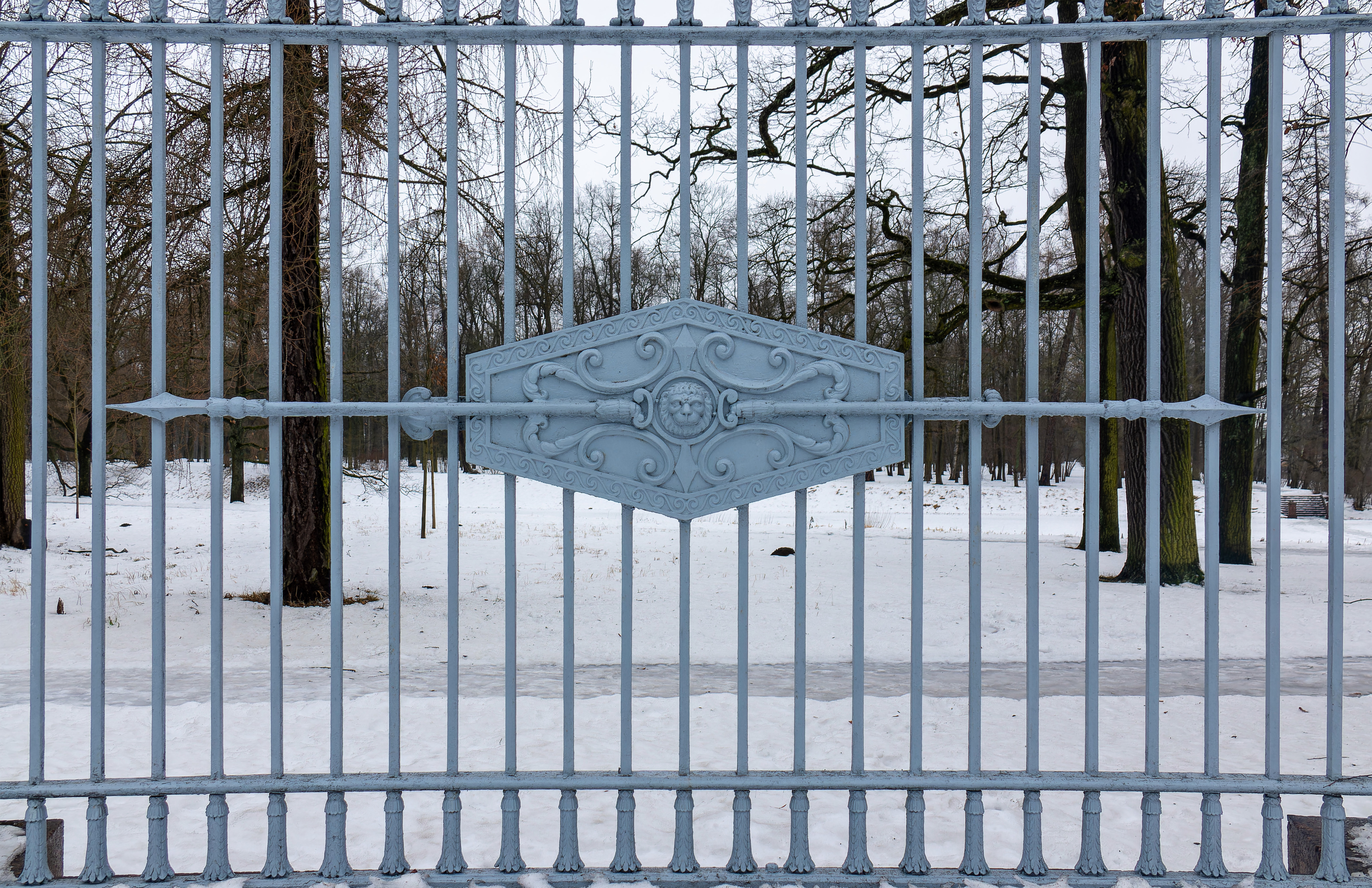
Ромбоидальный щит (с головой льва)
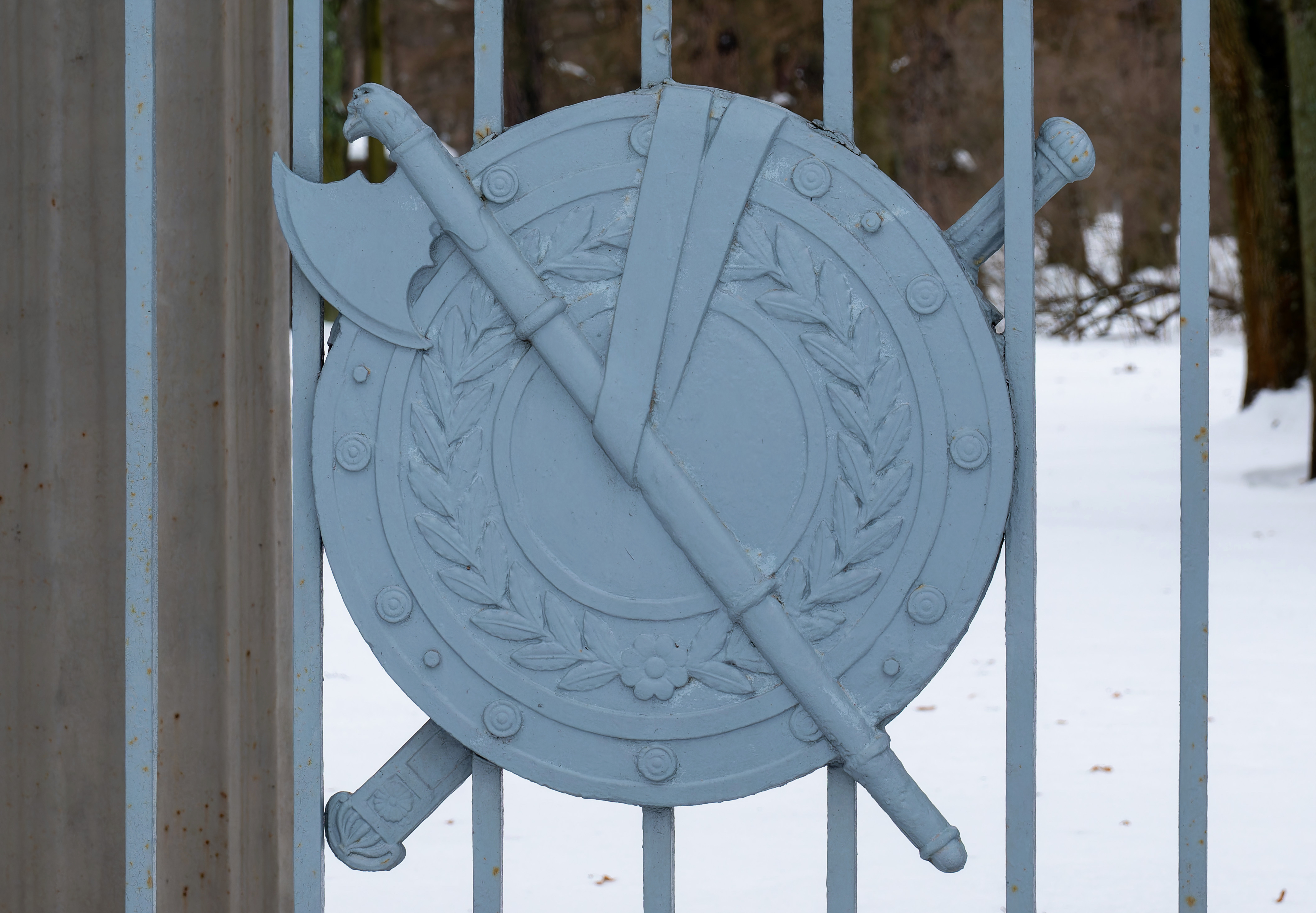
Виньетки на створках ворот
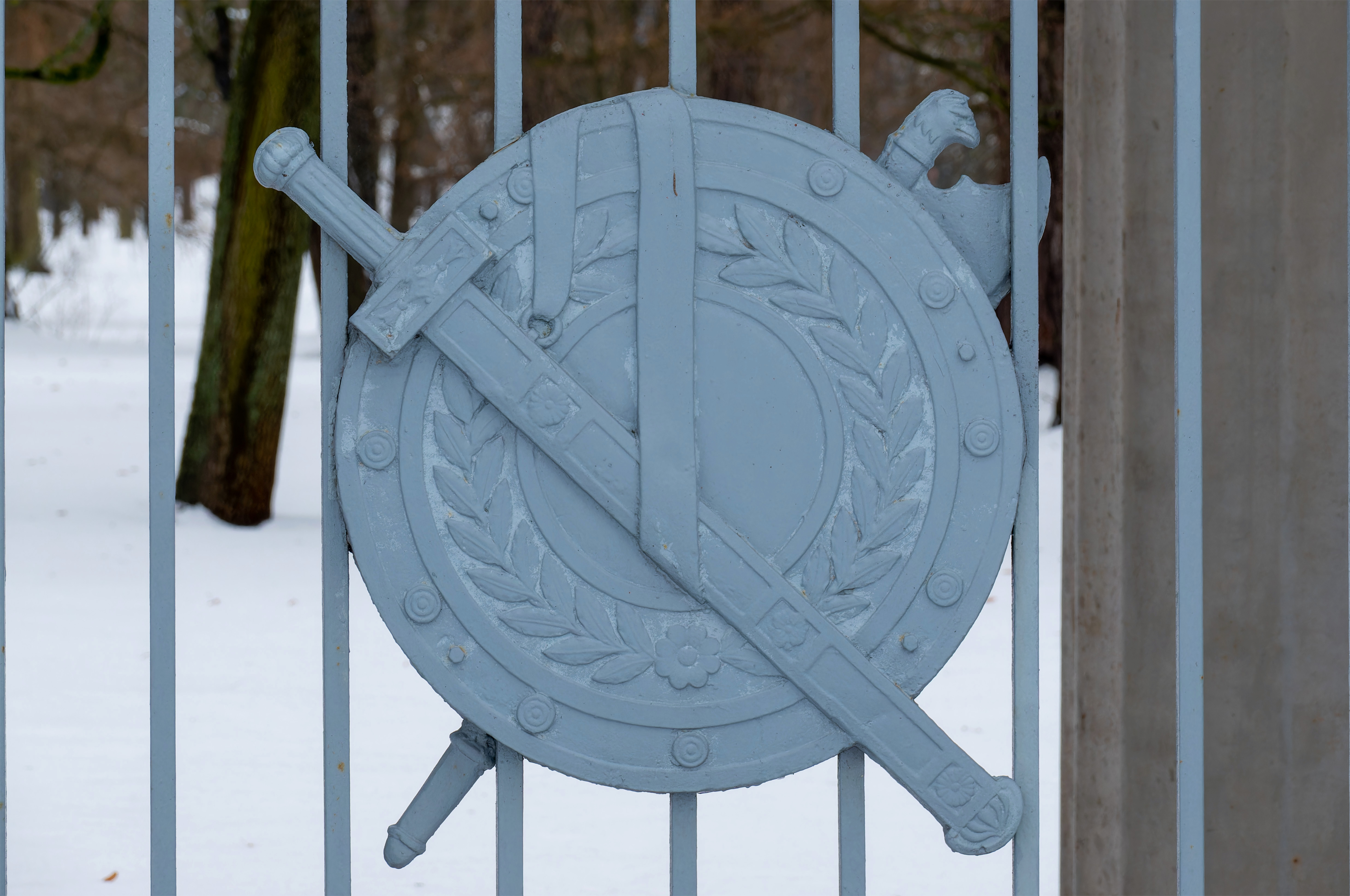
Виньетки на створках ворот

Перенос ворот на современное место предположительно был сделан по инициативе самого Стасова. Для рисунка решётки после переноса А. Менелас использовал рисунок ранее существовавшей решётки. Накладка с головой Медузы отсутствовала в изначальном проекте. Предложение установить по сторонам площади скульптурные арматуры на чугунных пьедесталах с восемью аллегорическими барельефами по сторонам не было реализовано из-за сокращения финансирования.
Ворота были повреждены в Великую Отечественную войну, реставрацию к 300-летию Царского Села произвело за свой счёт ЗАО РПНЦ «Специалист».
На базе внешнего вида ворот был создан официальный знак Царскосельской юбилейной выставки 1911 года.
Портик композиционно схож с Московскими триумфальными воротами, более поздней работой В. П. Стасова.